# Giacinto Facchetti
Giacinto Facchetti (Treviglio, 18 de julho de 1942 – Milão, 4 de setembro de 2006) foi um futebolista italiano que atuou como lateral-esquerdo. Um dos maiores ídolos da Internazionale, único clube em que atuou na carreira, é considerado um dos maiores laterais da história do futebol italiano.
Jogador extremamente elegante, leal e técnico, Facchetti foi expulso uma única vez em sua carreira, por conta de uma reclamação ao árbitro. Foi eleito pela IFFHS (Federação Internacional de História e Estatísticas do Futebol) o 16º melhor jogador europeu do século XX, ficando à frente de craques como Bobby Moore, Franco Baresi, Ruud Gullit, Roberto Baggio, Hristo Stoichkov e Paolo Maldini. No ano de 1965, ficou em segundo lugar na disputa pela Bola de Ouro da revista France Football, com 59 pontos, atrás apenas de Eusébio, que somou 67 pontos.
Depois de exercer diversos cargos na Inter após sua aposentadoria dos gramados, Facchetti tornou-se presidente do clube em janeiro de 2004, sendo o primeiro ex-jogador a assumir este posto no clube italiano.

## Carreira

### Internazionale
Revelado pela Internazionale no ano de 1960, teve na mudança de posição um divisor de águas na sua carreira. O treinador Helenio Herrera o transferiu do ataque para zaga, posição em que também se saiu muito bem. Mas Herrera logo notou que Facchetti tinha uma facilidade para subir da defesa ao ataque conduzindo a bola, e o adaptou como lateral-esquerdo, posição onde firmou-se e atuou pelo restante de sua carreira.
A primeira partida oficial de Facchetti com a camisa da Internazionale de Milão pela Serie A foi no dia 21 de maio de 1961, no clássico Roma e Inter, que terminou com a vitória da Internazionale por 2–0. Embora Facchetti não tivesse realizado uma boa partida, Helenio Herrera deu-lhe seu voto de confiança dizendo a imprensa:
| “ | Este rapaz será um pilar fundamental da minha Inter. | ” |

Facchetti era considerado uma peça fundamental na "Grande Inter". Pelos Nerazzurri, o lateral venceu a Liga dos Campeões da UEFA por duas temporadas consecutivas, nas temporadas 1963–64 e 1964–65, foi tetracampeão Italiano em 1963, 1965, 1966, 1971, além de ter conquistado uma Copa da Itália na temporada 1977–78. Facchetti também conquistou dois títulos da Copa Intercontinental, em 1964 e 1965, sempre defendendo a Inter.
Hábil marcador e discreto dentro da área, realizou 634 partidas e marcou 75 gols pela Inter de Milão. Na temporada 1965–66, sagrou-se como o primeiro defensor da história do futebol italiano a marcar 10 gols em uma única temporada. Foi também o primeiro lateral ofensivo do futebol italiano, que subia ao ataque e executava cruzamentos e passes com maestria. Ainda atuou como líbero no final de sua carreira.
Foi capitão da equipe de 1977 a 1978, sendo sucedido por Graziano Bini. Sempre visto como um grande líder dentro de campo, na ausência de Armando Picchi e Sandro Mazzola vestia a faixa de capitão da Inter na década de 1960. Profissionalmente, Giacinto Facchetti vestiu somente a camisa da Internazionale por toda a sua carreira.

### Camisa aposentada
Ao lado de Javier Zanetti, tornou-se um dos únicos jogadores da história da Internazionale a terem as camisas aposentadas. Em homenagem a seus serviços e lealdade ao clube, sua camisa (número 3) jamais poderá ser usada por outro jogador na equipe. Facchetti é uma bandeira imortalizada da Inter que representa um tempo de glórias e conquistas da equipe de Milão.

## Seleção Nacional
Facchetti estreou pela Seleção Italiana no dia 27 de março de 1963, em um jogo contra a Turquia, em Istambul, válido pelas eliminatórias da Eurocopa (jogo vencido pela Itália por 1–0). Pela Azzurra, ele disputou 94 partidas, recorde superado por grandes jogadores como Dino Zoff, Andrea Pirlo, Paolo Maldini, Fabio Cannavaro e Gianluigi Buffon. No título da Eurocopa de 1968, a primeira Euro conquistada pela Itália, Facchetti foi o capitão da equipe. O lateral também esteve presente no histórico jogo contra a Alemanha nas semifinais da Copa do Mundo FIFA de 1970.
Como capitão da Azzurra, inspirou o personagem Giacinto do romance "Azzurro Tenebra", de Giovanni Arpino, dedicado a equipe que disputou a Copa do Mundo FIFA de 1974.

## Morte
Facchetti morreu no dia 4 de setembro de 2006, aos 64 anos, vítima de um câncer no pâncreas.

## Títulos
Internazionale
- Serie A: 1962–63, 1964–65, 1965–66 e 1970–71
- Liga dos Campeões da UEFA: 1963–64 e 1964–65
- Copa Intercontinental: 1964 e 1965
- Copa da Itália: 1977–78

Seleção Italiana
- Eurocopa: 1968

### Prêmios individuais
- Seleção da Eurocopa: 1968
- FIFA 100[7]
- Hall da Fama do Futebol Italiano: 2015
- Hall da Fama da Internazionale: 2018
- Seleção Italiana de Todos os Tempos - IFFHS: 2021[8]